# Język idalaka
Język idalaka – zespół dialektów austronezyjskich używanych w centralnym Timorze Wschodnim. Określenie to funkcjonuje na gruncie językoznawstwa i obejmuje kilka dialektów: idaté, isní, lakalei, lolein.
Serwis Ethnologue klasyfikuje idaté i lakalei jako dwa osobne języki. Ich łączna liczba użytkowników wynosi blisko 17 tys. (dane z 2010 roku).